# Tractatus logico-philosophicus
Il Tractatus Logico-Philosophicus è l'unica opera pubblicata in vita da Ludwig Wittgenstein – se si escludono un Dizionario per le scuole elementari e l'articolo Note sulla forma logica – ed è considerato uno dei testi filosofici più importanti del Novecento.

## Descrizione
Fu pubblicato in tedesco nel 1921 negli Annalen der Naturphilosophie di Wilhelm Ostwald, con il titolo Logisch-philosophische Abhandlung. Ad attirare l'attenzione degli ambienti accademici – sia britannici sia dell'Europa continentale – fu la traduzione in lingua inglese dell'opera, pubblicata l'anno successivo con l'introduzione di Bertrand Russell; il nuovo titolo in latino fu suggerito da George Edward Moore, in omaggio al Tractatus theologico-politicus di Baruch Spinoza.
La prima traduzione italiana, con testo originale a fronte, si deve, nel 1954, al gesuita Gian Carlo Maria Colombo che ne curò anche l'apparato di note e l'ampia introduzione critica, in un'edizione divenuta oggi introvabile. La traduzione successiva - pubblicata da Einaudi nel 1964 - si deve al filosofo del diritto Amedeo Giovanni Conte, ed è quella ormai di riferimento, nonostante un uso, talvolta discutibile, di termini desueti.
La genesi dell'opera passa per un processo molto articolato, considerata l'intima relazione che sussiste tra il testo e la vita del suo autore. Già durante i primi anni universitari, Wittgenstein sviluppa un interesse quasi ossessivo per la filosofia della logica e della matematica, alimentato dalla lettura dei Principia Mathematica (1910-13) di Bertrand Russell e dal lavoro sui fondamenti della matematica svolto da Gottlob Frege, un interesse che costituirà il propulsore di buona parte della filosofia del giovane viennese fino alla prima metà degli anni venti.

### Struttura del testo
Lo stile di esposizione del sintetico volume (meno di settanta pagine) si ispira a quello elaborato dal filosofo e logico tedesco Gottlob Frege, molto ammirato da Wittgenstein. La struttura del testo è composta da una serie di asserzioni numerate ed ordinate in maniera gerarchica: sette principali (1 - 7) ed una serie di commenti subordinati su più livelli.

### Tesi

#### Le sette asserzioni principali
1. Il mondo è tutto ciò che accade.
2. Ciò che accade, il fatto, è il sussistere di stati di cose.
3. L'immagine logica dei fatti è il pensiero.
4. Il pensiero è la proposizione munita di senso.
5. La proposizione è una funzione di verità delle proposizioni elementari.
6. La forma generale della funzione di verità è: {\displaystyle [{\bar {p}},{\bar {\xi }},N({\bar {\xi }})]}. Questa è la forma generale della proposizione.
7. Su ciò di cui non si può parlare, si deve tacere.

I tre simboli che usa alla proposizione n. 6 significano: tutte le proposizioni atomiche, qualsiasi insieme di proposizioni scelte, la negazione di tutte le proposizioni, cioè tutto ciò che è complesso può essere ricavato da ciò che è semplice.

### Temi trattati

#### Sezioni da 1 a 4
Le sezioni 1. e 2. affrontano la questione dell'ontologia, ossia che cosa costituisce il "mondo": 1.x ne definisce la natura e 2.x definisce la natura dei "fatti". Le sezioni 3. e 4. affrontano il concetto di immagine e pensiero (filosofia del linguaggio).
Questa prima parte può essere così riassunta:
- Il mondo non consiste nella totalità delle cose esistenti, bensì in tutto ciò che accade, i fatti.
- Tutti gli eventi possono essere descritti con il pensiero che è un'immagine dei fatti, in corrispondenza biunivoca con essi.
- Il linguaggio consente di esprimere in forma logica ciò che astrattamente è contenuto nel pensiero, essendo anch'essi, pensiero e linguaggio, in corrispondenza biunivoca.
- Quindi in definitiva esiste una corrispondenza biunivoca tra linguaggio e fatti e quindi con il mondo: da una parte ogni nome (elemento della proposizione) corrisponde a un oggetto (componente dello stato di cose); dall'altra la struttura logica della proposizione riproduce la forma logica dello stato di cose rappresentato, ossia si ha un "isomorfismo" tra il linguaggio e il mondo.[7]
- Perché una immagine possa rappresentare un determinato fatto deve in una certa maniera possedere la stessa struttura logica del fatto. L'immagine è un modello della realtà. Così, le espressioni linguistiche possono essere viste come una forma di proiezione geometrica, dove il linguaggio è la forma mutevole della proiezione e la struttura logica dell'espressione è la relazione geometrica invariabile.
- Non possiamo dire con il linguaggio ciò che appartiene alla struttura, alla forma logica della proposizione, al massimo può essere mostrato, perché ogni linguaggio che usiamo appartiene a questa relazione: Wittgenstein esclude a priori, pertanto, la possibilità del metalinguaggio, proposto da Russell e Whitehead nei Principia Mathematica con la "teoria dei tipi logici".

#### Sezioni da 5 a 6
Come la chimica aveva ridotto la materia alla somma di elementi atomici, così Wittgenstein volle ridurre il linguaggio alla somma di proposizioni elementari, atomiche come le definì Bertrand Russell nel suo atomismo logico.

#### Proposizione 7
Il linguaggio ha una limitazione fondamentale: non si può parlare della "forma logica" ovvero la struttura che accomuna linguaggio e mondo, i "fatti". Il linguaggio dotato di senso è solo quello che si riferisce ai fatti e, dunque, le proposizioni dell'etica, dell'estetica e della religione risultano insensate. Tuttavia, come aveva sostenuto nella proposizione 6.52, "Noi sentiamo che, anche una volta che tutte le possibili domande scientifiche hanno avuto una risposta, i nostri problemi vitali non sono ancora neppure toccati".

### Interpretazioni
Estremamente complesso, il Tractatus si è prestato a numerose interpretazioni, molte delle quali contestate dallo stesso autore. 
Mentre molti hanno posto l'accento sui risvolti etici dell'opera ed altri l'hanno considerato un trattato di logica e filosofia del linguaggio, è stato più recentemente proposta una lettura dell'aspetto mistico. A quest'ultima tuttavia è probabilmente lecito muovere la critica di fraintendimento dell'idea di mistico nel Tractatus. Lo stesso Wittgenstein quando parla del mistico lo presenta come ciò che è ineffabile e che si mostra, che "mostra sé", e che pertanto ha la caratteristica fondamentale di non lasciarsi significare dal linguaggio, vale a dire di darsi comprensibilmente nel linguaggio. Leggere il Tractatus in chiave mistica, se per mistico intendiamo quello di cui si parla nel Tractatus, vorrebbe dire allora comprendere un testo assumendo l'impossibilità che questo sia scritto, che vi sia in generale, da che risulterebbe un'evidente contraddizione in termini. Cercare la giusta chiave interpretativa per il Tractatus è problematico.
Diversi studiosi di Wittgenstein hanno tentato di trovare, se non la chiave interpretativa definitiva, una chiave di lettura che risulti coerente con il testo in ogni sua parte, ma sebbene i risultati siano stati fecondi sotto il punto di vista filosofico e abbiano gettato luce su porzioni del testo di difficile interpretazione, il testo in sé resta mirabilmente "opaco". Il Tractatus sebbene sia un testo filosofico come lo sono tanti altri, pone sin dalle prime pagine dei seri problemi di lettura: 1. l'estrema brevità dell'argomentazione trattata nelle singole parti; 2.l'intreccio continuo di punti di vista differenti quali quello logico, gnoseologico con quello etico ed estetico, che all'interno del libro tuttavia presentano una trattazione unitaria; 3. la difficoltà di dividere il libro per argomenti analizzabili prima separatamente e poi nella totalità, giacché ogni argomento sembra implicare inevitabilmente la totalità come punto di riferimento e non prima se stesso. 
Il valore del Tractatus sembra proprio quello di essere una fonte di possibile spunto per diverse prospettive filosofiche. Il Tractatus è oggetto di studio e di dibattito in ambiti tra loro differenti quali l'estetica, la filosofia del linguaggio e la logica.
Secondo la prefazione di Russell al Tractatus il testo si propone l'ambizioso compito di indagare la relazione tra il linguaggio e la realtà e definire i limiti della filosofia articolando le "condizioni per un linguaggio logicamente perfetto". L'obiettivo era quello di creare un sistema filosofico che completasse la teoria dell'atomismo logico dello stesso Russell, sviluppata anche grazie al dialogo intellettuale con il giovane Wittgenstein.
In realtà lo stesso Wittgenstein nel Tractatus afferma che non è minimamente interessato a scoprire un linguaggio puro e ideale. Egli anzi non era interessato proprio a nessun linguaggio in particolare ma alla logica che ogni linguaggio, in quanto tale, deve avere. In questo senso l'autore austriaco affermerà soprattutto nella seconda fase del suo pensiero che "le proposizioni del linguaggio comune non sono per nulla, dal punto di vista logico, meno corrette o meno esatte o più confuse delle proposizioni scritte nel simbolismo di Russell o in qualsiasi altra ideografia" e che "tutte le proposizioni del nostro linguaggio comune sono, così come esse sono, in perfetto ordine logico". Il linguaggio comune è solamente più fuorviante rispetto ad altri simbolismi perché nasconde la forma logica del linguaggio, ma non la trascende - "Il linguaggio traveste il pensiero". Compito della filosofia non è allora la tensione verso un linguaggio ideale, ma l'analisi del nostro linguaggio quotidiano, così com'è, allo scopo di intenderlo e interpretarlo scrostandolo dalle confusioni e dai non-sensi di cui per secoli una cattiva tradizione filosofica l'ha ricoperto.
Nell'ultima parte, il libro di Wittgenstein giunge a una radicale definizione del campo di azione della filosofia, suggerendo che ogni discussione metafisica cada al di fuori del regno del significato linguistico. In questo senso va intesa la celebre formula imperativa di Wittgenstein: «Su ciò di cui non si può parlare, si deve tacere».
Sussisterebbe perciò un'interpretazione panlinguistica del testo, in merito:
Tale concezione «panlinguistica» è riscontrabile fin dall’inizio nel percorso speculativo di Wittgenstein: in una lettera del 2 novembre 1911, indirizzata a Ottoline Morrell, riferendosi a Wittgenstein, Russell scrive: «credo che il mio ingegnere tedesco sia pazzo; ritiene che nulla sia empiricamente conoscibile. — Gli ho chiesto di ammettere che non c’era, nella stanza, un rinoceronte, ma si è rifiutato»; si rifiutò perché sosteneva che non si può ammettere l’esistenza di alcunché, eccetto che delle proposizioni.»
(Giancarlo Petrella, La rivoluzione ontologica di Wittgenstein.)

## Edizioni italiane
- Tractatus logico-philosophicus, traduzione di Gian Carlo Maria Colombo, Roma-Milano, Fratelli Bocca, 1954.
- Tractatus logico-philosophicus e Quaderni 1914-1916, traduzione di Amedeo Giovanni Conte, Collana Biblioteca di cultura filosofica, Torino, Einaudi, 1964.
- Tractatus logico-philosophicus e Quaderni 1914-1916. Nuova edizione, traduzione di Amedeo G. Conte con una nuova introduzione, Collana Biblioteca, Torino, Einaudi, 1997, ISBN 978-88-06-14918-5.
- Tractatus logico-philosophicus, a cura di Luigi Perissinotto e Pasquale Frascolla, Collana UEF. I Classici, Milano, Feltrinelli, 2022, ISBN 978-88-079-0411-0.